# Nikki Sudden
Nikki Sudden (ur. 19 lipca 1956 w Londynie jako Adrian Nicholas Godfrey zm. 26 marca 2006) – angielski piosenkarz, autor tekstów i gitarzysta. Współzałożyciel (z bratem Kevinem znanym pod pseudonimem Epic Soundtracks) zespołu post punkowego Swell Maps, gdy obydwaj uczęszczali do szkoły Solihull School w Solihull.
Po rozpadzie zespołu w roku 1980, rozpoczął karierę solo oraz wydawał płyty wraz z Dave Kusworthem jako The Jacobites. Kusworth był także członkiem zespołu Dogs D’Amour oraz współtworzył jego własny projekt The Bounty Hunters.
Wpływ na twórczość Suddena miały takie zespoły jak T. Rex, The Rolling Stones czy wykonawcy jak Johnny Thunders. W czasie swojej kariery współpracował, między innymi z Mikiem Scottem. Kolejni współpracownicy to Anthony Thistlethwaite z zespołu The Waterboys, Jeff Tweedy z zespołu Wilco, członek Sonic Youth, Mick Taylor z The Rolling Stones, Rowland S. Howard, Ian McLagan z The Faces oraz członkowie R.E.M. Utwór The Jacobites o tytule „Pin Your Heart” stał się coverem zespołu The Lemonheads na wydanym w 1997 roku singlu „The Outdoor Type”.
Sudden pisał także do wielu magazynów muzycznych, takich jak SPEX, INTRO, Mojo czy Bucketful of Brains. W momencie swojej niespodziewanej śmierci był w trakcie pisania własnej biografii oraz historii posiadłości w Wick (Richmond koło Londynu, kiedyś jej właścicielem był Ron Wood, obecnie posiada ją Pete Townshend). Miał także wystąpić na koncercie w Londynie 29 marca.
Nikki Sudden zmarł we śnie 26 marca 2006 roku po koncercie w Nowym Jorku.

## Dyskografia
(Bez składanek z udziałem Suddena oraz jego singli)

### Swell Maps
- A Trip to Marineville (1979)
- Jane From Occupied Europe (1980)
- Whatever Happens Next (1981)
- Collision Time Revisited (1982)
- International Rescue (1999)
- Sweep the Desert (2001)

### The Jacobites
- The Jacobites (1984)
- Robespierre's Velvet Basement (1985)
- Lost in a Sea of Scarves (1985)
- The Ragged School (1986)
- Fortune of Fame (1988)
- Howling Good Times (1994)
- Heart of Hearts (1995)
- Old Scarlett (1995)
- Kiss of Life (1996)
- Hawks Get Religion (1996)
- God Save Us Poor Sinners (1998)

### Solo
- Waiting on Egypt (1982)
- The Bible Belt (1983)
- Texas  (1986)
- Kiss You Kidnapped Charabanc (wraz z Rowlandem S. Howardem) (1987)
- Dead Men Tell No Tales (1988)
- Crown of Thorns (1988)
- Groove (1989)
- Back to the Coast (1990)
- The Jewel Thief (1991)
- Seven Lives Later (1996)
- From the Warwick Road to the Banks of the Nile (1997)
- Egyptian Roads (1997)
- Red Brocade (1999)
- Liquor, Guns and Ammo (2000) Ponowne wydanie The Jewel Thief (1991)
- The Last Bandit (2000)
- The Nikki Sudden Compendium (2001)
- Treasure Island (2004)
- The Truth Doesn't Matter (2006)